# Ingrid Mielenz
Ingrid Mielenz (* 13. September 1945 in Berlin) ist eine deutsche Sozialpolitikerin (SPD) mit dem Schwerpunkt Soziale Arbeit.
I. Mielenz hat Anfang der 1980er Jahre den Begriff Einmischungsstrategie in die Soziale Arbeit eingeführt, der 1990 in § 1 Abs. 3 Nr. 4 SGB VIII Gesetzesrang erhielt.

## Leben und Beruf
Ingrid Mielenz wuchs in Berlin auf. Nach dem Abitur (1966) studierte sie Soziologie, Volkswirtschaft, Betriebswirtschaft sowie Arbeitsrecht an der Freien Universität Berlin und schloss als Diplom-Soziologin ab. Von 1972 bis 1974 war sie Regierungsreferendarin in Berlin und legte ihr Staatsexamen ab. Danach arbeitete sie bis 1986 in der Planungsgruppe der Senatsverwaltung für Familie, Jugend und Sport in Berlin, die sie ab 1977 auch leitete. Ihre Arbeitsschwerpunkte dabei waren Kindertagesstättenplanung, berufliche Bildung, Wohnen und Stadtsanierung als Aufgabenfelder der Kinder- und Jugendhilfe.
Anschließend war sie von 1987 bis 2004 Berufsmäßige Stadträtin für Jugend, Familie und Soziales der Stadt Nürnberg („Sozialreferentin“). In dieser Zeit war sie 15 Jahre Vorstandsmitglied der Arbeitsgemeinschaft für Jugendhilfe (AGJ) und Mitglied des Kuratoriums des Deutschen Jugendinstituts (DJI) in München, von 1999 bis 2004 auch dessen Vorsitzende, sowie von 1999 bis 2005 Vorsitzende des Bundesjugendkuratoriums.
Bis 2012 war sie Vorsitzende des Vereins zur Förderung der beruflichen und kulturellen Bildung Jugendlicher und junger Erwachsener (BBJ e.V. Berlin) und des Aufsichtsrats der BBJ Consult AG Berlin. Seither verschiedene ehrenamtliche Tätigkeiten, u. a. beim Seniorenmagazin sechs & sechzig und im Kuratorium des IB Bayern.
Ingrid Mielenz ist mit Dieter Kreft verheiratet.

## Mitgliedschaften und Auszeichnungen
- Mitglied der SPD (seit 1972), der Arbeiterwohlfahrt und der Dienstleistungsgewerkschaft ver.di.
- Mitglied der Sachverständigenkommission zum 8. Jugendbericht von 1990 – BT-Drs. 11/6576.
- Trägerin des Hermine-Albers-Preises (heute: Deutscher Jugendhilfepreis) der AGJ 1984 für: Konzept der Einmischungsstrategie in der Sozialen Arbeit (insbesondere in der Jugendhilfe).
- Verleihung der Bayerischen Staatsmedaille für soziale Verdienste 2006.

## Schriften
- (Hrsg., mit Dieter Kreft) Wörterbuch Soziale Arbeit. Aufgaben, Praxisfelder, Begriffe und Methoden der Sozialarbeit und Sozialpädagogik. Beltz, Weinheim/Basel 1980; 8., vollständig überarbeitete und aktualisierte Auflage 2017.
- Jugendhilfeplanung: Mit welchen Zielen, für wen, mit wem, wie, was, wo? In: Theorie und Praxis der Sozialen Arbeit. 10/1980, S. 363 ff.
- Die Strategie der Einmischung. Sozialarbeit zwischen sozialer Kommunalpolitik und Selbsthilfe. In: S. Müller/T. Olk/H.-U. Otto (Hg.): Soziale Arbeit als soziale Kommunalpolitik. Ansätze zur aktiven Gestaltung lokaler Lebensbedingungen. neue praxis, Sonderheft 6/1981, S. 57 ff.
- Aufgaben der Jugendhilfe bei Jugendarbeitslosigkeit und Berufsnot junger Menschen. Hermine-Albers-Preis der AGJ 1984, Bonn 1985.
- Der Selbsthilfegedanke in der Jugendhilfe. In: AGJ/DJI (Hg.): Der Jugend eine Chance sichern. Münster 1991, S. 243 ff.
- Beschäftigungsprogramme gegen Armut. In: J. Münder/E. Jordan (Hg.): Mut zur Veränderung. Festschrift zum 60. Geburtstag von Dieter Kreft. Münster 1996, S. 253 ff.
- Querschnittspolitik und Einmischungsstrategie. In: Blätter der Wohlfahrtspflege 10/1997, S. 208 ff.
- mit Richard Münchmeier: Jugendsozialarbeit als Einmischungsstrategie. In: P. Fühlbier/R. Münchmeier (Hg.): Handbuch Jugendsozialarbeit Bd. 1, S. 408 ff.
- mit Dieter Kreft: Rückblick auf 60 Jahre Kinder- und Jugendhilfe – von der Jugendnot zur Kinderförderung. In: Arbeitsgemeinschaft für Kinder- und Jugendhilfe/AGJ (Hrsg.): Übergänge – Kinder- und Jugendhilfe in Deutschland. Vorgelegt anlässlich 60 Jahre AGJ. Berlin 2009, S. 22–38.